# Anoplognathus brunnipennis
Anoplognathus brunnipennis är en skalbaggsart som beskrevs av Leonard Gyllenhaal 1817. Anoplognathus brunnipennis ingår i släktet Anoplognathus och familjen Rutelidae. Inga underarter finns listade i Catalogue of Life.